# لمانز ۲۴ ساعته ۲۰۲۵
نود و سومین مسابقه ۲۴ ساعته لمانز  (به فرانسوی: 93e 24 Heures du Mans‎ ) یک رویداد استقامتی اتومبیل‌رانی بود که در تاریخ ۱۴ تا ۱۵ ژوئن ۲۰۲۵ در پیست د لا سارت در لومان، فرانسه برگزار شد. این مسابقه نود و سومین دوره از رقابت‌های مسابقات ۲۴ ساعته لمانز بود که توسط «باشگاه اتومبیل‌رانی غرب» (Automobile Club de l'Ouest) سازمان‌دهی شد. برند بریتانیایی استون مارتین با دو خودروی استون مارتین والکیری ای‌ام‌آر-ال‌ام‌اچ در کلاس لمانز هایپرکار در این مسابقه شرکت کرد و برای نخستین بار از سال ۲۰۱۱ به کلاس برتر این مسابقات بازگشت. 
رابرت کوبیکا به همراه هم تیمی‌های خود فیل هنسن و ییفی یه با خودروی فراری ۴۹۹پی شماره ۸۳ (مخصوص مشتریان) با عبور از به خط پایان در جایگاه نخست و پیروزی کلی مسابقه ۲۴ ساعته لمان سال ۲۰۲۵ را به دست آورد.

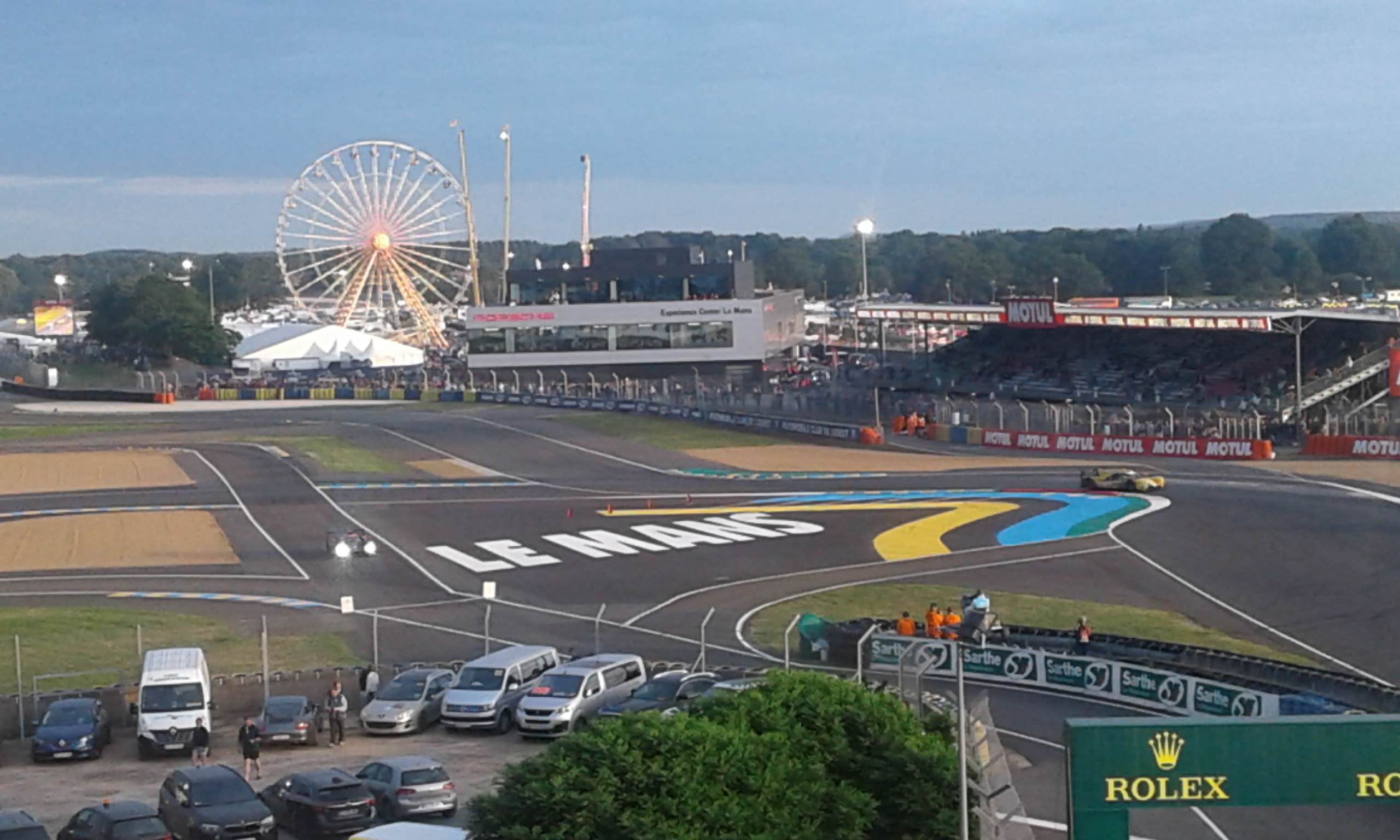
تصویری از پیست همیشگی این مسابقات لاسارت

## ورودی‌ها

### ورودی‌های خودکار
علاوه بر تمامی تیم‌های شرکت‌کننده در مسابقات قهرمانی استقامتی جهان ۲۰۲۵ (WEC)، دعوت‌نامه‌های خودکار به تمامی قهرمانان مسابقات سری لمانز اروپایی (ELMS)، کلاس‌های LMP2 و LMGT3 در سری لمانز آسیایی (ALMS)، و همچنین قهرمانان کاپ برنز در مسابقات ترکیبی استقامت و اسپرینت جی‌تی World Challenge Europe (GTWCE) اعطا شد.
همچنین تیم‌های دوم در کلاس ال‌ام‌‌پی۲ در مسابقات لمانز اروپایی نیز دعوت‌نامه دریافت کردند.
سه تیم از مسابقات ایمسا نیز دعوت‌نامه دریافت کردند،
یک تیم در کلاس هایپرکار به صلاحدید مسابقات ایمسا، و دو تیم دیگر برای دریافت جوایز Jim Trueman و Bob Akin.